# Caldera (Chili)

Position de Caldera (en rouge) au sein de la Région d'Atacama.

Pour les articles homonymes, voir Caldera.
Caldera est une ville portuaire et une commune du Chili de la province de Copiapó au nord du Chili. La ville compte 17 830 habitants au recensement de 2016 pour une superficie de 4 666 km2.
Elle est reliée par une voie ferrée de 75 km, la première construite au Chili à la ville minière de Copiapó, capitale de la province de Copiapó.